# 卡尔·拉狄克
卡尔·伯恩哈多维奇·拉狄克（羅馬化：Karl Berngardovich Radek；1885年10月31日—1939年5月19日），苏联共产主义革命家、左翼反对派政治人物。第一次世界大战前，拉狄克在波兰、德国活动，后担任共产国际的早期领导人，并成为30年代斯大林大清洗的受害者。

## 生平

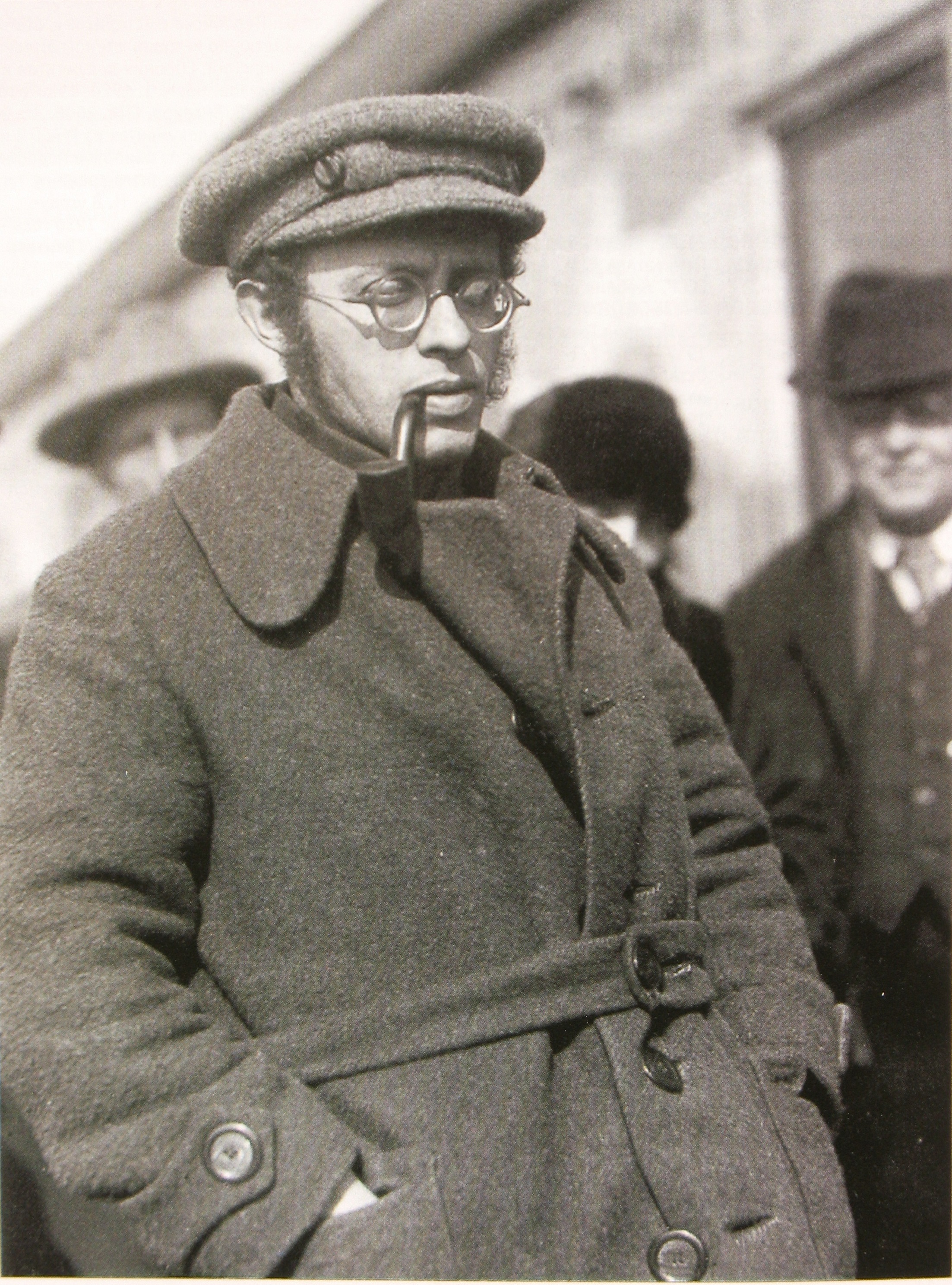

1885年出生于奥匈帝国加利西亚伦贝格（今乌克兰利沃夫）的一个加利西亚犹太人家庭，原名卡罗尔·索贝尔松（俄语： Кароль Собельсо́н）。拉狄克的名字取自斯特凡·热罗姆斯基著作《劳动的西绪福斯》（Syzyfowe prace）中他最喜欢的人物安德烈·拉狄克（Andrej Radek）。
1901年加入波兰和立陶宛社会民主党。他参加过1905年俄国革命，在俄国监狱关过一年。获释后，在波兰和德国的几家左翼的社会民主党报纸编辑部工作。1915年出席齐美尔瓦尔德会议时，结识列宁。会后去瑞典出版一种布尔什维克的周报。1918年11月德国发生革命时，他作为俄共中央的代表去协助建立德国共产党。1919年2月被捕。同年12月获释，回到俄国，不久便在共产国际中占有显要地位。1923年代表共产国际到德国协助发动革命。1924年因对德国革命的失败负有责任而被撤销共产国际书记的职务。1925-1927擔任莫斯科中山大學校長。1927年作为托洛茨基分子被开除出俄共（布），流放到乌拉尔山区。1929年拉狄克公开宣布放弃反对派观点，得以恢复党籍。此后表示拥护斯大林。1931—1936年任《消息报》编辑，写外事评论。1935年还参加宪法起草委员会。1936年10月被指控参与托洛茨基的投敌叛国阴谋活动而被捕，1937年1月被判处10年徒刑。1939年，在劳改营被斯大林下令杀害。1988年苏联最高法院证实拉狄克被判有罪查无实据，为他平反。